# Targionia haloxyloni
Targionia haloxyloni är en insektsart som beskrevs av Hall 1926. Targionia haloxyloni ingår i släktet Targionia och familjen pansarsköldlöss. Inga underarter finns listade i Catalogue of Life.